# PANTHER (ギタリスト)
PANTHER（パンサー、本名：八尋 義和（やひろ よしかず） 1970年7月5日 - ）は、日本のミュージシャン。三重県津市出身。身長182cm、体重62kg。血液型はO型。ロックバンド・CYCLE、元SEX MACHINEGUNSのギタリスト（当時の名前はCIRCUIT.V.PANTHER）。
名前の由来は、三重県といえば鈴鹿サーキットだから「CIRCUIT」・尊敬するギタリスト、「Steve Vai」のVをとって「V」・長身で細身、速弾きが上手くて一番らしいから「PANTHER」。「Sexy」がいつしか代名詞になっていた。
PANTHERファンの事を「やひらー」という。

## 来歴
- QUEEN DOLL〜CLEIR〜ツインターボといったバンドに在籍。元SEX MACHINEGUNS・現DUSTAR-3のドラマーCLUTCH.J.HIMAWARIは、CLEIR時代の同僚。
- 2001年4月、SEX MACHINEGUNSのギタリストSUSSYの脱退に伴いサポートメンバーとして参加。
- 2001年9月、SEX MACHINEGUNSに正式加入。2003年8月の解散まで在籍。
- 2003年9月、ソロ活動開始。ソロアルバム「Sexy Finger」をリリース。
- 2004年4月、SEX MACHINEGUNS再結成の際に正式メンバーとして再び参加。その後、同バンドのメンバーであるSPEED STAR SYPAN JOE(Dr)とSAMURAI.W.KENJILAW(B)の三人で、インストバンド・ELLEGUNSも結成。
- 2006年9月7日、ELLEGUNSのメンバー3人で、SEX MACHINEGUNSを正式に脱退。同時に、所属事務所Marsaからも離れる。アーティスト名をPANTHERに変更。
- 2006年12月6日、同じくJOEと村井研次郎にアーティスト名を変更した元ELLEGUNSの二人と共に結成した新バンド・J-P-K PROJECTを、CYCLEと改名。今後は新たにヴォーカルを迎えて、CYCLEとして本格的なバンド活動をして行く予定。
- 2011年1月、ソロ活動再開。Shibuya O-WESTにてワンマンライブを敢行。ゲストギタリストとして白田一秀（ex.PRESENCE / ex.GRAND SLAM）、橘高文彦（from：筋肉少女帯、X.Y.Z.→A）を招致。
- 2011年4月13日、ソロアルバム「Sexy Finger III」をリリース。
- 2012年4月11日、ソロアルバム「Sexy Finger IV」をリリース。

## 特徴
- 珠算2段
- SEX MACHINEGUNS加入前は警備員や郵便局のバイトをしていた
- あまり喋らない（マシンガンズ再結成後は少しずつしゃべるようになった）
- 乾燥肌
- 甘いもの好き（特に和菓子）
- お酒は強くない
- 好きな芸能人はゴマキとあやや
- 弱い部分は「耳」らしい
- 衣装の露出度が高い
- 一時期ホモ疑惑があった（女性ファンの黄色い声が嫌いと言ったため）
- 女の子の好みは「天然系」と見た目がかわいらしい子
- イメージカラーは「赤」が使われる。
- CLUTCH・J・HIMAWARIとは10年以上の仲（“やっひん”と呼ばれている）
- 物覚えが良い
- 大学を6年かかって卒業
- マシンガンズ背番号は83番（パンサーだから）
- 興味の無いことにはとことん興味の無い性格
- ライブでは、自分を「オレ様」と呼ぶ
- 下着はTバック（盗まれないように、部屋干ししているらしい）
- あだ名は、“パンシャーしゃん”
- パチンコで10万ほど使ったことがある（ギャンブラー）
- 馬主の権利を持っている（誕生日に事務所の社長からプレゼントされた）

## 使用機材
ギター
- ESP M-II -Panther Custom-
- ESP M-III -Panther Custom-
- ESP PV -BLACK Arm'or-
- ESP PV -GOLD Arm'or-
- ESP HRZ-7 -Panther Custom-
- ESP PV -777-
- ESP PV -Sexy Finger-
- ESP PV -SILVER Arm'or-
- ESP PV -VV=W
- ESP PV -Sexy Finger II-
- ESP PV -Sexy Finger III Sexy Rose-
- ESP SEC-YY Custom -FIRST LOVE-
- Shelldon YY Custom -SECOND LOVE-
- ESP POTBELLY -Panther Custom-
- ESP SEC-MI Custom -Red Meanie-
- ESP PURPLE TIGER
- ESP ECLIPSE -JOHNSON-

## ディスコグラフィー
- インストミニアルバム『Sexy Finger』 （2003年9月26日）
- インストミニアルバム『Sexy Finger II』 （2004年9月15日）
- インストミニアルバム『Sexy Finger III』 （2011年4月13日）
- インストミニアルバム『Sexy Finger IV』 （2012年4月11日）